# 梁小斌
梁小斌（1954年—），安徽合肥人，朦胧诗代表诗人之一。曾在工厂当过工人，后被除名。之后从事电台编辑，杂志编辑，计划生育宣传干部，广告公司策划等职业。他自称是一个「靠构思为生的人。」
梁小斌1972年开始诗歌创作。其诗作《中国，我的钥匙丢了》、《雪白的墙》等是朦胧诗代表作。2005年被中央电视台评为年度桂冠诗人。

## 主要作品
- 《少女军鼓队》（1988）
- 《独自成俑》
- 《地主研究》